# Morgen-Post
Die Morgen-Post war eine österreichische Tageszeitung, die zwischen 1854 und 1886 in Wien erschien. Fallweise enthielt sie ein Extrablatt, von 1866 bis 1885 erschien als Beilage das Wiener Familien-Journal. Die Fortsetzung der Zeitung war ab 1886 das bis 1901 erschienene Wiener Tagblatt.
Gegründet wurde die Morgen-Post von Leopold Landsteiner, Vater des Nobelpreisträgers Karl Landsteiner. Von 1855 bis 1867 fungierte der Journalist Moritz Szeps als Chefredakteur. Im Jahr 1886 kaufte er die Morgen-Post und änderte ihren Titel in Wiener Tagblatt.